# Diego Gómez de Toledo
Diego Gómez de Toledo (m. c.1374), noble castellano del siglo XIV,  I señor de Casarrubios del Monte, I señor de Arroyomolinos y de Valdepusa, es conocido por su importante descendencia.

## Vida
Hijo de Gómez Pérez de Toledo y de Teresa Alfonso de Toledo, y un descendiente de las familias nobles mozárabes de la ciudad de Toledo, fue notario mayor y alcalde mayor del reino de Toledo. En 1352, el rey Pedro I de Castilla, de quien era «guarda de su cuerpo», notificó a los alcaldes y al alguacil de Casarrubios del Monte que había concedido a Diego Gómez de Toledo la villa de Aguilar y de Monturque que había estado en poder de Alfonso Fernández Coronel, a quien el rey confiscó acusándole de traición. En ese mismo año le donó el lugar de Casarrubios del Monte que también había pertenecido a Alfonso Fernández Coronel. El rey también le concedió el lugar de Arroyomolinos y la jurisdicción de Valdepusa.
En 1366, cambió de bando y dejó de apoyar al rey Pedro, probablemente debido a los agravios sufridos por su familia, y permitió la entrada en Toledo de Enrique de Trastámara quien después le confirmó todos sus bienes y le concedió lo que había pertenecido a su tío Gutierre Fernández de Toledo. En 1374, el rey Enrique II confirmó a su viuda y a sus hijos todas las mercedes reales que había recibido.

## Matrimonio y descendencia
Contrajo matrimonio con Inés de Ayala (m. 3 de junio de 1403), hija de Fernán Pérez de Ayala y de Elvira Álvarez de Ceballos, señora de Escalante, y hermana de Pedro López de Ayala. Diego e Inés fueron padres de: 
- Pedro Suárez de Toledo,[5] II señor de Casarrubios del Monte, padre, entre otros, de Inés de Ayala quien casó con Diego Fernández de Córdoba, padres de Marina Fernández de Córdoba, abuela del rey Fernando el Católico.
- Teresa de Ayala, amante del rey Pedro I de Castilla con quien tuvo una hija, María de Castilla. Ambas fueron prioras en el Monasterio de Santo Domingo el Real de Toledo.[6]
- Sancha de Ayala (m. 1418), fue dama de Constanza, hija del rey Pedro y de María de Padilla. Se casó con Walter Blount,[7] camarero mayor de Juan de Gante, I duque de Lancaster. La reina Isabel II del Reino Unido desciende de este matrimonio.
- Aldonza de Ayala, mujer de Fernando Carrillo,[5] padres de Juan Carrillo, alcalde mayor de Toledo. Después de enviudar, Aldonza contrajo matrimonio con Per Afan de Ribera,[5] padres de Diego Gómez de Ribera. En el reparto que realizó su madre en 1395 de sus bienes y las de su difunto marido, Aldonza recibió el señorío de Malpica, Valdepusa, Corralejos y otras heredades, mucho más que sus hermanas, probablemente debido a su reciente enlace con Per Afán de Ribera, notario mayor de Andalucía.[8]
- Mayor de Ayala, quien contrajo matrimonio con García Fernández de Córdoba.[5]
- Fernando Vázquez de Toledo, fallecido antes de 1395 cuando su madre reparte entre sus hijos sus bienes y los de su difunto marido.[5]
- Mencía de Ayala, viuda en 1395,[5] estuvo casada con Diego García de Toledo el Mozo